# René Binder
René Binder, född den 1 januari 1992 i Innsbruck är en österrikisk racerförare. Han är brorson till racerföraren Hans Binder.

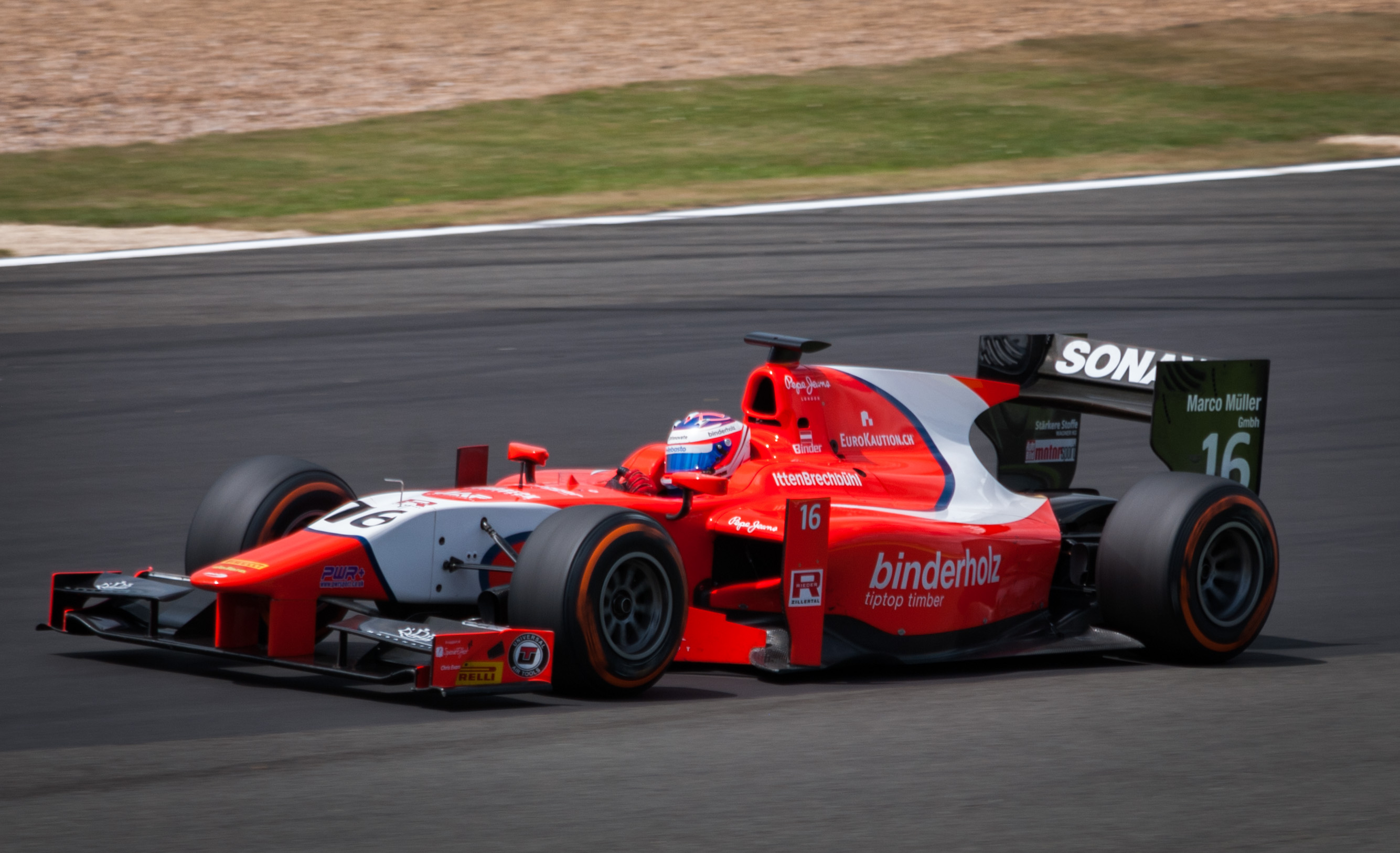
René Binder på Silverstone Circuit i GP2 Series 2014.